# Ion Finteșteanu
Ion Finteșteanu (n. 18 martie 1899, București, România – d. 21 octombrie 1984, București, România) a fost un celebru actor român de teatru și de film. A făcut parte din trupa Teatrului Național din București (1921-1984), fiind numit membru de onoare al acestui teatru (1971). În paralel cu activitatea artistică, a fost profesor universitar la Facultatea de Teatru din cadrul Institutului de Artă Teatrală și Cinematografică și șef al catedrei Arta actorului. A fost distins cu titlul de Artist al Poporului.

## Biografie

### Formarea profesională
Ion Finteșteanu s-a născut la 18 martie 1899, în București, fiind primul dintre cei patru copii ai soților George Finteșteanu și Florica Comșa. Familia sa era originară din satul Fințești (aflat astăzi în județul Buzău), de unde și-a luat și numele. Numele actorului a fost dintotdeauna Ion Finteșteanu.
În perioada interbelică au existat unele zvonuri despre o pretinsă origine evreiască a actorului. Finteșteanu-însuși a făcut haz pe seama faptului că era crezut evreu chiar de către evrei. El a povestit în cartea sa de memorii două anecdote în acest sens. Aflat în 1924 în turneu la Piatra Neamț cu trupa Teatrului Național din București condusă de Nicolae Soreanu, Finteșteanu a fost confundat de niște evrei cu actorul evreu Alexandru Finți, care fusese fluierat de niște huligani la București. Actorul a încercat să le explice că el e Finteșteanu și nu Finți, dar gazetarul evreu Luță Luțescu (tatăl compozitorului Aurel Giroveanu) a spus că Finți sau „Fințișteanu” este totuna. În primăvara anului 1939, auzind de la un comerciant de încălțăminte evreu că Finteșteanu ar fi „ovrei”, actrița Natașa Alexandra i-a cerut să-i aducă și ei niște „humăntaș”, deoarece se apropia Purimul.
Finteșteanu a avut de mic copil înclinații către teatru, recitând poezii și jucând în câteva piese puse în scenă la școală. A urmat apoi cursurile Liceului Mihai Viteazul din București. În primăvara anului 1916 a început să se pregătească cu Radu Demetrescu-Cluceru (viitorul soț al Soniei Cluceru) în vederea admiterii la Conservator în toamnă. Ocuparea Bucureștiului de către armatele germane în iarna anului 1916 a determinat refugierea sa în Moldova, mai întâi la Dorohoi unde a lucrat ca meditator și funcționar la gospodăria comunală (din vara lui 1917) și apoi din toamna anului 1917 la Iași unde a promovat examenul de angajare ca tenor la Societatea română de operă. În aceeași iarnă a debutat ca actor de teatru în spectacolul Marșul nupțial de Henry Bataille, înlocuind un actor care nu mai era disponibil. El a jucat alături de Maria Ventura, Tony Bulandra și Florica Alexandrescu, fiind atât de emoționat că nu și-a mai adus aminte ulterior dacă a spus sau nu replica.

### Actor la Teatrul Național București
În perioada 1918-1921 a urmat cursul clasei Luciei Sturdza Bulandra de la Conservatorul de Artă Dramatică din București, absolvindu-l în 1921 ca premiant. În acel an, George Vraca a ieșit premiant la clasa lui Nicolae Soreanu.  Încă din perioada studenției a fost angajat la Compania Bulandra, dar a refuzat să-și reînnoiască contractul din cauza salariilor mici care erau plătite actorilor.  Rămas fără angajament, a fost solicitat să plece în turneu cu trupa Teatrului Național condusă de Nicolae Soreanu. A fost angajat la 1 decembrie 1921 la Teatrul Național din București, rămânând actor al acestui teatru până la moarte. Finteșteanu i-a considerat ca mentorii săi pe actorii Aristide Demetriade, Constantin I. Nottara și Nicolae Soreanu.  A colaborat cu mai mulți regizori, dar cel mai mult i-a apreciat pe Paul Gusty și Ion Șahighian.
În toamna anului 1938 a jucat rolul Charly în piesa Clownul de Serck Rogers, rol pe care l-a considerat „Hamletul meu”.  La sugestia sa a fost introdus în piesă un număr muzical de clovn pentru care s-a pregătit aproape șase luni cu artiști de seamă ai circului precum Ervin și Dussano-junior. Interpretarea sa a fost lăudată de criticii de teatru, precum și de artiștii de la circ, propunându-i-se să învețe textul în limba italiană și să meargă într-un turneu mondial.
Ion Finteșteanu a devenit apoi profesor universitar la Facultatea de Teatru din cadrul Institutului de Artă Teatrală și Cinematografică și șef al catedrei Arta actorului.  I-a avut ca asistenți pe Sanda Manu și pe Dem Rădulescu.
Prin Decretul nr. 43 din 23 ianuarie 1953 al Prezidiului Marii Adunări Naționale a Republicii Populare Romîne, actorului Ion Finteșteanu i s-a acordat titlul de Artist Emerit al Republicii Populare Romîne „pentru merite deosebite, pentru realizări valoroase în artă și pentru activitate merituoasă”. Apoi, în 1958, a primit și titlul de Artist al Poporului.
În aprilie-mai 1956 a plecat într-un turneu cu trupa Teatrului Național București la Festivalul Internațional de artă dramatică de la Paris , susținând trei spectacole în limba română cu piesele Ultima oră de Mihail Sebastian și O scrisoare pierdută de I.L. Caragiale. Ulterior trupa Naționalului bucureștean s-a aflat într-un turneu oficial în URSS, cu următorul repertoriu: O scrisoare pierdută de I.L. Caragiale, Bădăranii de Carlo Goldoni, Anii negri de Aurel Baranga, Revizorul de Nikolai Gogol și Steaua fără nume de Mihail Sebastian.
A fost distins cu Ordinul Meritul Cultural clasa I (1967) „pentru activitate îndelungată în teatru și merite deosebite în domeniul artei dramatice” și cu Ordinul Steaua Republicii Socialiste România clasa a III-a (1971) „pentru merite deosebite în opera de construire a socialismului, cu prilejul aniversării a 50 de ani de la constituirea Partidului Comunist Român”.

### Roluri în filme
Ion Finteșteanu a debutat ca actor de film în Datorie și sacrificiu (1926), în care a jucat fără onorariu. A apărut apoi în Năbădăile Cleopatrei, un film pierdut astăzi. Activitatea sa cinematografică s-a întrerupt apoi pentru 25 de ani, timp în care actorul nu mai apărut în filme. El a revenit pe marile ecrane cu filmul Bulevardul „Fluieră Vântu” (1950), interpretând apoi roluri „cu oarecare clocot” în O scrisoare pierdută (1954), Afacerea Protar (1955), Citadela sfărâmată (1957), Celebrul 702 (1962), Vacanță la mare (1963), Titanic-Vals (1965), Runda 6 (1965) și Haiducii (1966). El a mai apărut apoi în filmele Serata (1971) și B.D. la munte și la mare (1971), fără a i se mai oferi roluri de prim plan. Finteșteanu a reproșat regizorilor de film că dau dovadă de lipsă de inventivitate, alcătuind distribuții-șablon, plimbând aceiași actori prin toate filmele și făcând ca personajele să semene leit unele cu altele și să rostească replici stereotipe.

### Omagierea personalității sale
Ion Finteșteanu a fost sărbătorit la 25 noiembrie 1967 cu prilejul aniversării a 50 de ani de activitate teatrală, interpretând rolul Tartuffe din piesa omonimă a lui Molière. În pauza spectacolului au fost susținute mai multe discursuri de omagiere a personalității sale de către Costache Antoniu (rectorul IATC), academicianul Zaharia Stancu (directorul Teatrului Național „I.L. Caragiale”), academicianul Victor Eftimiu, dramaturgii Mircea Ștefănescu și Aurel Baranga și alții. Prin Hotărârea Secretariatului C.C. al P.C.R. nr. 3991 din 1971 a fost numit membru de onoare al Teatrului Național din București, cu ocazia aniversării a 50 de ani de când făcea parte din trupa teatrului.
În 1977, cu prilejul aniversării a 60 de ani de activitate teatrală, Finteșteanu a cerut conducerii teatrului să fie pus în scenă spectacolul Visul unei nopți de iarnă de Tudor Mușatescu prin care să fie sărbătorit acest eveniment. După un an și jumătate de amânări, directorul Radu Beligan i-a trimis într-o scrisoare prin care i se comunica actorului că piesa solicitată nu se află printre imperativele „procesului de producție” și i se oferea un rol de figurație în piesa Marele soldat.
Actorul a decedat la 21 octombrie 1984, la vârsta de 85 ani, și a fost înmormântat într-o capelă din Cimitirul Bellu. 

## Distincții
- Ordinul „Meritul Cultural” în gradul de Cavaler cl. II, pentru teatru (23 septembrie 1942)[31]
- titlul de Artist Emerit al Republicii Populare Române (23 ianuarie 1953) „pentru merite deosebite, pentru realizări valoroase în artă și pentru activitate merituoasă”[32]
- titlul de Artist al poporului din Republica Populară Romînă (30 decembrie 1957) „cu prilejul împlinirii a 10 ani de la proclamarea Republicii Populare Romîne și pentru merite deosebite în activitatea cultural-artistică”[33]
- Ordinul „Meritul Cultural” clasa I (6 noiembrie 1967) „pentru activitate îndelungată în teatru și merite deosebite în domeniul artei dramatice”[34]
- Ordinul Muncii clasa I (7 mai 1981) „pentru rezultatele obținute în îndeplinirea cincinalului 1976–1980, pentru contribuția deosebită adusă la înfăptuirea politicii Partidului Comunist Român de făurire a societății socialiste multilateral dezvoltate în patria noastră, cu prilejul aniversării a 60 de ani de la făurirea Partidului Comunist Român”[35]
- Ordinul „Meritul Cultural” clasa I (29 aprilie 1983) „pentru contribuția adusă la înfăptuirea politicii partidului și statului de făurire a societății socialiste multilateral dezvoltate în patria noastră și rezultatele deosebite obținute în întrecerea socialistă pentru îndeplinirea și depășirea planului național unic de dezvoltare economico-socială pe anul 1982”[36]

## Roluri în piese de teatru (selectiv)

### Piese de autori români
- Postum (Vasile Alecsandri - Fântâna Blanduziei)
- Bursuflescu (Vasile Alecsandri - Harță Răzășul)
- Farfuridi, Cetățeanul turmentat, Pristanda (I.L. Caragiale - O scrisoare pierdută)
- Mache Razachescu (I.L. Caragiale - D-ale carnavalului)
- Costache Giurgiuveanu (George Călinescu-Bâta - Enigma Otiliei)
- Macferlan (Gheorghe Ciprian - Capul de rățoi)
- Da Cezena (Barbu Delavrancea - Apus de soare)
- Profirel (Barbu Delavrancea - Hagi Tudose)
- Grigore Dragomirescu (Horia Lovinescu - Citadela sfărâmată)
- Nercea (Tudor Mușatescu - Titanic vals)
- Sache (Tudor Mușatescu - Chestiuni familiale)
- Eliade (Camil Petrescu - Bălcescu)
- Ianke (V.I. Popa - Take, Ianke și Cadâr)
- Grigore Bucșan (Mihail Sebastian - Ultima oră)
- Matei Millo (Mircea Ștefănescu - Căruța cu paiațe)
- Titu Maiorescu (Mircea Ștefănescu - Eminescu)

### Piese de autori străini
- Messerchmann (Jean Anouilh - Invitație la castel)
- Tatăl (Jean Anouilh - Euridice)
- Anucikin (Nikolai Gogol - Căsătoria)
- Flachsmann (Otto Ernst - Institutorii)
- Sior Todero (Carlo Goldoni - Stăpânul casei)
- Pantalone (Carlo Goldoni - Mincinosul)
- Forlipopoli (Carlo Goldoni - Hangița)
- Harpagon (Molière - Avarul)
- Arnolf (Molière - Școala femeilor)
- Tartuffe și Orgon (Molière - Tartuffe)
- Domnul Jourdain (Molière - Burghezul gentilom)
- Charly (Serck Rogers - Clownul)
- Polonius (William Shakespeare - Hamlet)
- Nebunul (William Shakespeare - Regele Lear)
- Graziano (William Shakespeare - Neguțătorul din Veneția)
- Karenin (Lev Tolstoi - Ana Karenina)
- Regizorul (Thornton Wilder - Orașul nostru)

## Filmografie
- Țigăncușa de la iatac (1923)
- Năbădăile Cleopatrei (1925)
- Datorie și sacrificiu (1926)
- Bulevardul 'Fluieră Vântu' (1950)
- O scrisoare pierdută (1954) - Tache Farfuridi
- Afacerea Protar (1956) - Grigore Bucșan
- Citadela sfărâmată (1957)
- Celebrul 702 (1962)
- Vacanță la mare (1963)
- Titanic-Vals (1965) - Primarul
- Runda 6 (1965) - Agopian
- Haiducii (1966)
- Serata (1971)
- B.D. la munte și la mare (1971) - domnul Vasilesco